# Rafael Sabatini
Rafael Sabatini, (29. dubna 1875, Jesi, Itálie – 13. února 1950, Adelboden, Švýcarsko) byl anglický spisovatel (původem z Itálie) historických dobrodružných románů. Mnoho jeho děl bylo několikrát zfilmováno.

## Životopis
Narodil se 29. dubna roku 1875 ve městě Jesi v jižní Itálii v rodině operních pěvců. Jeho matka byla Angličanka a otec Ital. Byl světoběžníkem, žil v Itálii, v Portugalsku, ve Švýcarsku a natrvalo se usídlil v Anglii ve městě Wye na hranicích Anglie a Walesu. Sabatini mluvil plynně šesti jazyky, ale pro psaní svých děl si vybral angličtinu, protože podle jeho názoru „všechny nejlepší příběhy jsou napsány anglicky“. Za svůj život napsal třicet jedna románů, jednu divadelní hru a několik povídkových sbírek a historických prací.
Zemřel během své pravidelné návštěvy švýcarského města Adelboden dne 13. února roku 1950. Na jeho náhrobku dala jeho žena vytesat slova, kterými začíná jeho slavný román Scaramouche: „Byl mu vrozen dar smíchu a přesvědčení, že svět se zbláznil“.

## Dílo

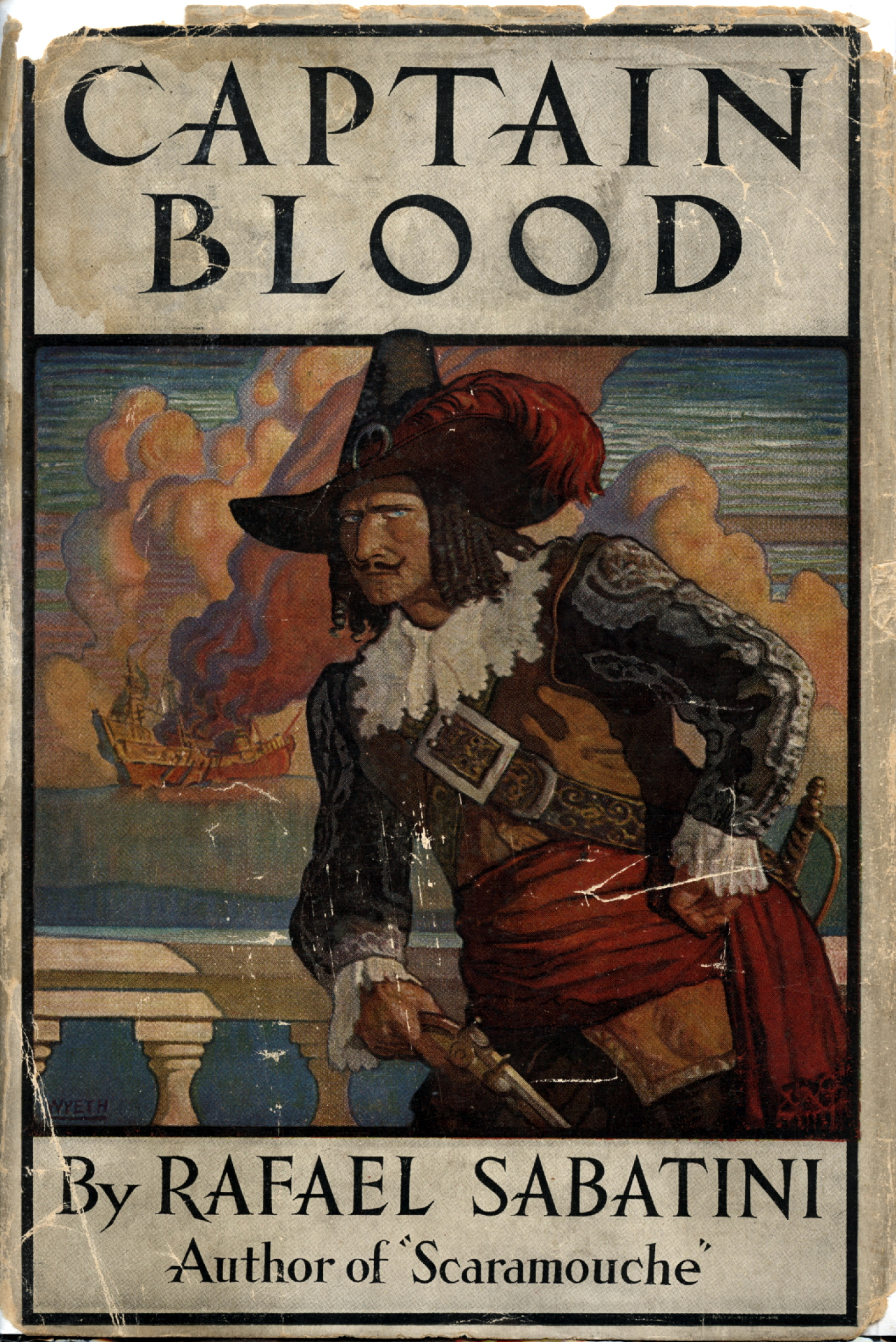
Obálka knihy Captain Blood z roku 1922.

Oblíbeným námětem jeho románů je život statečného muže, který se bez vlastního zavinění dostane do situace, v níž se jeho okolí zdá, že se zachoval zločinně či nečestně, a je proto všemi odsouzen – včetně ženy, kterou miluje. Pravda však nakonec vždy vyjde najevo a muž získá zpět nejen ztracenou čest, ale i svou lásku.

### Romány
- Ctitelé Yvonnini (The Lovers of Yvonne, 1902)
- Rytíř z taverny (The Tavern Knight, 1904), román líčící osudy kousavě zatrpklého pijana, vojáka anglického krále Karla I. sira Christophera Galliarda, kterého odpůrci Stuartovců připravili o ženu, dítě a jmění
- Zdeptané lilie (The Trampling of the Lilies, 1906), román z období Velké francouzské revoluce
- Bouřlivák (Saint Martin's Summer, 1909), román (jeho anglický název doslova znamená Babí léto) se odehrává na počátku 17. století a vypráví příběh staršího muže, který svou statečností zachrání mladou dívku a získá její lásku – dívka jej přirovnává k babímu létu, které, i když je již podzim, stále hřeje
- Kůže lva (The Lion's Skin, 1911)
- Brána smrti (The Gates of Doom, 1914)
- Mořský luňák (The Sea Hawk, 1915), román o šlechtici donuceném uprchnout z Anglie, přijmout islám a stát se alžírským námořním lupičem
- Nástraha (The Snare, 1917), román z období napoleonských válek
- Scaramouche (1921), brilantní román z období Velké francouzské revoluce, který se stal mezinárodním bestselerem; hlavní hrdina je v něm nucen se skrývat v herecké společnosti hrající komedie dell'arte
- Odysea kapitána Blooda (Captain Blood: His Odyssey, 1922), druhý obrovský autorův úspěch; román o muži, který za to, že jako lékař ošetřil raněného povstalce proti anglickému králi Jakubovi II. byl odsouzen na otrocké práce na Barbados, podařilo se mu ale uprchnout, stát se slavným pirátem a po omilostnění (díky tzv. slavné revoluci) guvernérem Jamajky (první díl autorovy trilogie o kapitánovi Bloodovi)
- Blázni štěstěny (Fortune's Fool, 1923)
- Šťastný Bellarion (Bellarion the Fortunate, 1926), román o vynalézavém mladém muži, který najde sám sebe uprostřed politických intrik Itálie 15. století
- Boží psi (The Hounds of God, 1928)
- Králův oblíbenec (The King's Minion, 1930)
- Scaramouche, pán králů (Scaramouche the Kingmaker, 1931), pokračování slavného autorova románu
- Černá labuť (The Black Swan, 1932)
- Lovecký kůň (The Stalking Horse, 1933)
- Benátská maškaráda (Venetian Masque, 1934)
- Rytířství (Chivalry, 1935)
- Ztracený král (The Lost King, 1937)
- Meč islámu (The Sword of Islam, 1939)
- Markýz Carabas (The Marquis of Carabas, 1940)
- Kolumbus (Columbus, (1941)
- Zrození zla (King in Prussia, or The Birth of Mischief, 1944)
- Karbaník (The Gamester, 1949)

### Povídky, novely a divadelní hry
- Vévodova spravedlnost (The Justice of the Duke, 1912), sbírka historických novel
- Pod vlajkou Borgiů (The Banner of the Bull, 1915, česky též jako Jed v krvi), tři epizody ze života Cesara Borgii
- Tyran (The Tyrant, 1925), divadelní hra
- Sňatek Corbalův (The Nuptials of Corbal, 1927), historické povídky
- Žatva (The Reaping, 1929), historické povídky
- Návrat kapitána Blooda (Captain Blood Returns, 1931), novely ze života slavného piráta a korzára (druhý díl autorovy trilogie o kapitánovi Bloodovi)
- Štěstěna kapitána Blooda (The Fortunes of Captain Blood, 1936), další novely ze života slavného piráta a korzára (třetí díl autorovy trilogie o kapitánovi Bloodovi)
- Neklidné příběhy (Turbulent Tales, 1946)

### Historické spisy
- Život Cesara Borgii (The Life of Cesare Borgia, 1912)
- Torquemada a španělská inkvizice (Torquemada and the Spanish Inquisition, 1913)
- Historická noční zábava (The Historical Nights' Entertainment, tři díly, 1917, 1919, 1938), historické eseje
- Hrdinské životy (Heroic Lives, 1934), historické eseje

## Filmové adaptace

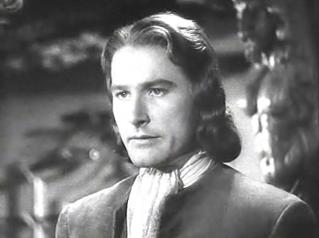
Errol Flynn jako kapitán Blood ve filmu z roku 1935.

- The Gates of Doom (1919, Brána smrti), britský němý film, režie Sidney M. Goldin.
- Tavern Knight (1920, Rytíř z taverny), britský němý film, režie Maurice Elvey.
- Scaramouche (1923), americký němý film, režie Rex Ingram.
- Then Sea Hawk (1924, Mořský luňák), americký němý film, režie Frank Lloyd.
- Captain Blood (1924, Kapitán Blood), americký němý film, režie David Smith.
- Captain Blood (1935, Kapitán Blood), americký film, režie Michael Curtiz, v titulní roli Errol Flynn.
- The Marriage of Corbal (1936, Sňatek Corbalův), britský film, režie Karl Grune.
- Black Swan (1942, Černá labuť), americký film, režie Henry King.
- Christopher Columbus (1949, Kryštof Kolumbus), britský film, režie David MacDonald, v titulní roli Fredric March.
- Fortunes of Captain Blood 1950, Štěstěna kapitána Blooda), americký film, režie Gordon Douglas.
- Captain Pirate (1952, Pirátský kapitán), americký film podle knihy Návrat kapitána Blooda, režie Ralph Murphy.
- The Lost King (1958, Ztracený král), britský televizní seriál.
- El hijo del capitán Blood (1962, Syn kapitána Blooda), španělsko-italsko-americký film založený na charakterech Sabatiniho postav, režie Tulio Demicheli.
- Одиссея Капитана Блада (1992, Odysea kapitána Blooda), ruský film, režie Andrej Pračenko.

## Česká vydání
- Mořský luňák, Miloslav Nebeský, Praha 1925, přeložil Karel Weinfurter,
- Scaramouche, Miloslav Nebeský, Praha 1925,
- Kůže lva, Miloslav Nebeský, Praha 1925, přeložil R. Waldren,
- Kapitán Blood, Sfinx, Praha 1928, přeložil Josef Vorel,
- Nástraha, Sfinx, Praha 1928, přeložil W. F. Waller, dva díly,
- Pod vlajkou Borgiů, Sfinx, Praha 1928, přeložil Josef Vorel, znovu Nakladatelské družstvo Máje, Praha 1937 pod názvem Jed v krvi.
- Brána smrti, Sfinx, Praha 1929, přeložil Josef Vorel,
- Sňatek Corbalův, Sfinx, Praha 1929, přeložil J. Dostál,
- Rytíř z taverny, Sfinx, Praha 1930, přeložili Božena Paličková a Quido Palička,
- Bouřlivák, Sfinx, Praha 1931, přeložila Božena Paličková,
- Návrat kapitána Blooda, Sfinx, Praha 1932, přeložila Božena Paličková,
- Černá labuť, Sfinx, Praha 1933, přeložila Gerta Schiffová,
- Zdeptané lilie, Sfinx, Praha 1934, přeložil W. F. Waller,
- Odysea kapitána Blooda, SNDK, Praha 1962, přeložil Otto Hornung a Vítězslav Houška, znovu Albatros 1970.
- Lásky kapitána Blooda, Cesty, Praha 1992, volně převyprávěl Karel Princ.